# Múscul extensor llarg dels dits del peu
El múscul extensor llarg dels dits del peu (musculus extensor digitorum longus) és un múscul penniforme innervat pel nervi peroneal profund. Té la funció de produir l'extensió simultània dels dits del peu excepte el dit gros. Està situat a la part lateral del dors del peu.

## Insercions

S'origina en diverses parts de la cama: el còndil lateral i en la part superior de la tíbia, en els tres quarts superiors de la cara anterior del peroné, en la part superior de la membrana interòssia, en la superfície profunda de la fàscia i en el septe intermuscular –al costat medial, entre ell i el tibial anterior, i al costat lateral, en les músculs peroneals–.
El múscul passa per sota dels lligaments crurals creuats i transversos en companyia del peroné anterior i es divideix en quatre parts que recorren el dors del peu, i que cadascuna de les quals s'insereix en les falanges mitjanes i distals dels dits del peu, excepte el dit gros.
Els tendons del segon, tercer i quart dit estan units entre si, en oposició a l'articulació metatarsofalàngica, al costat lateral per un tendó del pedi. Els tendons estan inserits de la següent manera: cadascú rep una expansió fibrosa dels interossis i lumbricals, i llavors s'estenen en cap l'àmplia aponeurosis, que cobreix la superfície dorsal de la primera falange: aquesta aponeurosis, en l'articulació de la primera amb la segona falange, es divideix en tres parts - una d'intermèdia, que està inserit a la base de la segona falange, i dos col·laterals, que, després d'unir la superfície dorsal de la segona falange, continuen endavant per inserir-se en la base de la tercera falange.

## Variacions
Aquest múscul varia considerablement en les formes d'originar i la disposició de diversos dels seus tendons.
Els tendons del segon i cinquè dit poden trobar-se per duplicat, o tenir bandes extres d'un o més tendons als seus ossos corresponents del metatars, o extensor curt, o un dels músculs interossis.
S'ha observat una banda tendinosa al dit gros del tendó més intern.

## Galeria d'imatges

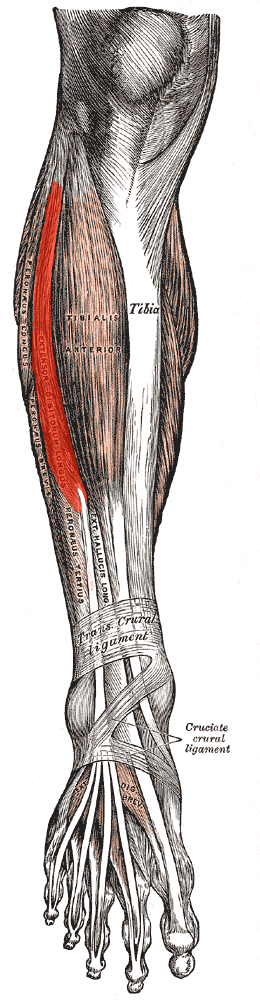
Músculs anteriors de la cama.
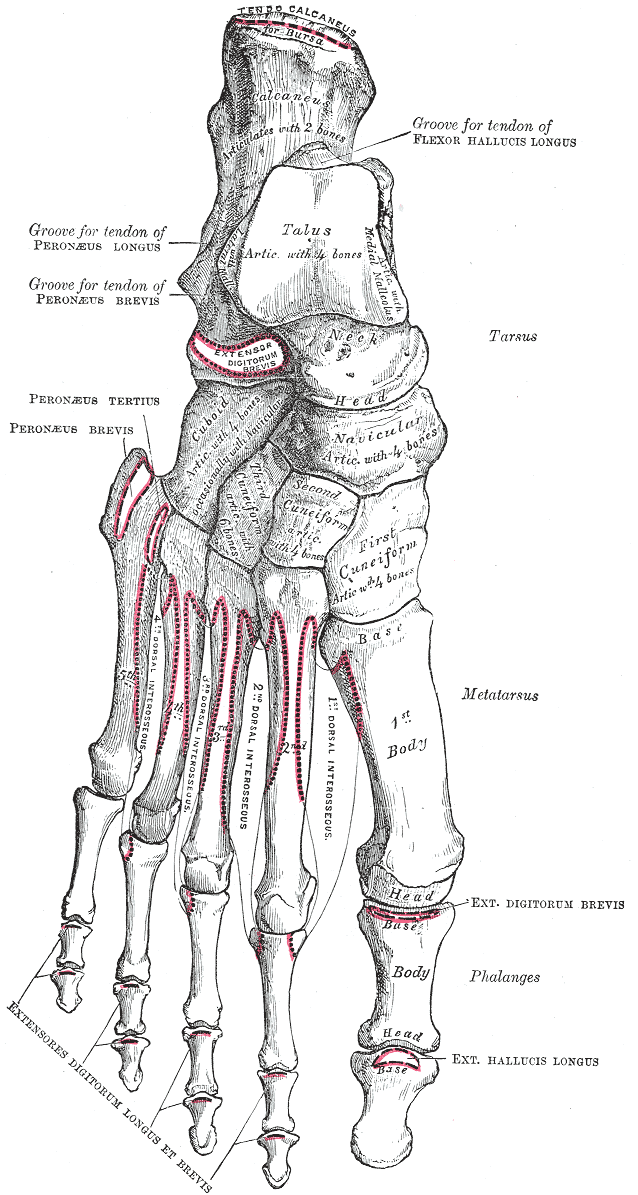
Ossos del peu dret. Cara dorsal.
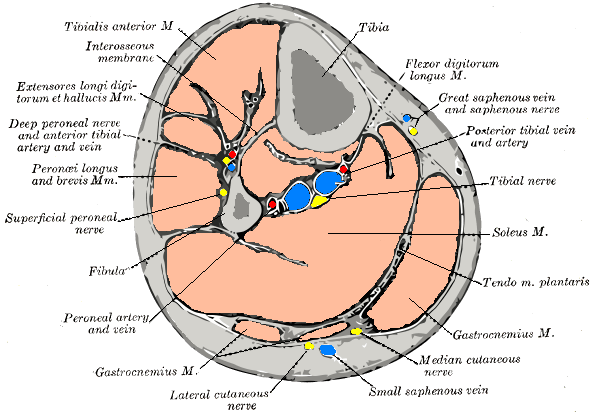
Tall transversal de la meitat de la cama.
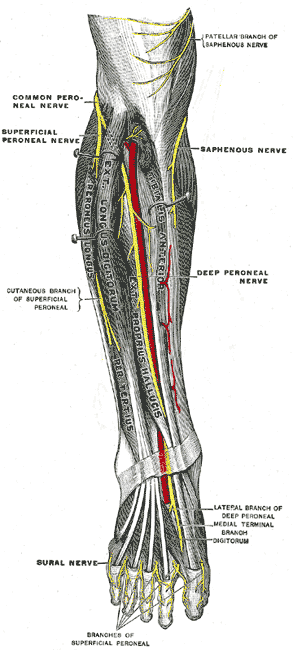
Nervis profunds de la cara anterior de la cama.